# Spinotarsus xanthonotus
Spinotarsus xanthonotus är en mångfotingart som beskrevs av Carl Graf Attems 1909. Spinotarsus xanthonotus ingår i släktet Spinotarsus och familjen Odontopygidae. Inga underarter finns listade i Catalogue of Life.